# Winpauk Taung
Winpauk Taung är ett berg i Myanmar.   Det ligger i regionen Karen, i den södra delen av landet, 500 km söder om huvudstaden Naypyidaw. Toppen på Winpauk Taung är 558 meter över havet.
Terrängen runt Winpauk Taung är kuperad österut, men västerut är den platt. Runt Winpauk Taung är det glesbefolkat, med 9 invånare per kvadratkilometer. I omgivningarna runt Winpauk Taung växer huvudsakligen savannskog.